# Подокезавр
Подокезавр (лат. Podokesaurus) — род тероподных динозавров из семейства целофизидов.
Единственные дошедшие до нас остатки этого динозавра были уничтожены при пожаре в музее в 1917 году, поэтому вся текущая работа ведется со слепками. Долина реки Коннектикут (США), где они были обнаружены, известна благодаря множеству следов динозавров, найденных в начале XIX века. Окаменевшие отпечатки животного, первоначально идентифицированного как граллаптора, возможно, были оставлены подокезавром.

## Характеристики
По телосложению подокезавр очень похож на более мелкие экземпляры целофизиса позднего триаса, обнаруженные в другой части Североамериканского континента: узкое тело, длинные задние ноги, длинный хвост и гибкая шея. Они настолько похожи друг на друга, что многие палеонтологи считают их представителями одного рода. К несчастью, поскольку оригинальный образец был уничтожен, доказать это невозможно, потому что уцелевшие слепки слишком примитивны и дают мало информации. Судя по всему, эта была молодая особь, не достигшая размера взрослого животного.
Подокезавр — самый ранний из динозавров, обнаруженных на востоке Соединенных Штатов. Он был открыт в 1910 году местной искательницей окаменелостей доктором Миньон Тэлбот, которую прозвали «динозавровой леди».
Длина 3 м.